# アンリ (マイエンヌ公)
アンリ・ド・ロレーヌ（フランス語：Henri de Lorraine, 1578年12月20日 - 1621年9月20日）は、マイエンヌ公（在位：1611年 - 1621年）。

## 生涯
アンリはマイエンヌ公シャルルとヴィラール女侯アンリエット・ド・サヴォワの長男である。
1599年にエギュイヨン公となり、1611年に父が死去するとマイエンヌ公、ヴィラール侯、メーヌ伯、タンド伯およびソムリーヴ伯となった。また、フランス同輩公（Pair de France）となり、パリのオテル・ド・マイエンヌを継承した。フランスの侍従長となり、フランス王ルイ13世の戴冠式に出席した。
1621年、モントーバン包囲戦においてマスケット銃で目を撃たれて死去し、エギュイヨンの教会に埋葬されました。
1599年2月にソワソンにおいて、ヌヴェール公ルドヴィーコ・ゴンザーガ＝ネヴェルスとアンリエット・ド・ヌヴェールの娘アンリエット（1571年 - 1601年）と結婚した。2人の間には子供が生まれなかった。
妹カトリーヌの息子カルロ・ゴンザーガ＝ネヴェルスが公位を継承した。